# Doplang (Karangpandan)
Doplang is een bestuurslaag in het regentschap Karanganyar van de provincie Midden-Java, Indonesië. Doplang telt 2867 inwoners (volkstelling 2010).